# Чинге
Чинге — железный атаксит весом 250 кг.
Синонимы:
- Танну-Ола (Tannuola); (Chinga); (Tschinga); (Tschinge);
- Ургайлык-Чинге (Urgailyk-Chinge); (Tchinge).

Впервые найден на реке Ургайлык-Чинге, системы Элегест, хребта Восточный Танну-Ола, Тувинской автоном. обл., России в 1912 году, на протяжении XX века продолжают находить его фрагменты.
Из одного из них сделан Железный человек.